# Hockey su ghiaccio ai IX Giochi asiatici invernali - Torneo femminile
Il torneo di hockey su ghiaccio femminile si è svolto dal 3 al 14 febbraio 2025 alla Harbin Ice Hockey Arena e al Harbin Sport University di Harbin, in Cina.

## Programma
| GS | Gironi | PO | Playoffs | QF | Quarti di finale | SF | Semifinale | B | Partita per il bronzo | G | Finale | FR | Final round | LR | Last round |

| Eventi↓/Data →   | 3  | 4  | 5 | 6  | 7 | 8  | 9  | 10 | 10 | 11 | 12 | 13 | 14 | 14 |
| ---------------- | -- | -- | - | -- | - | -- | -- | -- | -- | -- | -- | -- | -- | -- |
| Torneo femminile | GS | GS |   | GS |   | GS | GS |    |    |    | FR | FR | LR | LR |

## Girone preliminare
| Pos | Squadra       | G | V | VS | PS | P | GF | GS | DG  | Pt | Qualificazione    |
| --- | ------------- | - | - | -- | -- | - | -- | -- | --- | -- | ----------------- |
| 1   | Kazakistan    | 4 | 3 | 1  | 0  | 0 | 27 | 1  | +26 | 11 | Torneo principale |
| 2   | Corea del Sud | 4 | 3 | 0  | 1  | 0 | 22 | 3  | +19 | 10 | Torneo principale |
| 3   | Taipei cinese | 4 | 2 | 0  | 0  | 2 | 13 | 10 | +3  | 6  |                   |
| 4   | Thailandia    | 4 | 1 | 0  | 0  | 3 | 3  | 25 | −22 | 3  |                   |
| 5   | Hong Kong     | 4 | 0 | 0  | 0  | 4 | 2  | 28 | −26 | 0  |                   |

## Torneo principale
| Pos | Squadra       | G | V | VS | PS | P | GF | GS | DG  | Pt | Risultato |
| --- | ------------- | - | - | -- | -- | - | -- | -- | --- | -- | --------- |
| 1   | Giappone      | 3 | 3 | 0  | 0  | 0 | 18 | 1  | +17 | 9  | Oro       |
| 2   | Kazakistan    | 3 | 2 | 0  | 0  | 1 | 5  | 5  | 0   | 6  | Argento   |
| 3   | Cina          | 3 | 1 | 0  | 0  | 2 | 4  | 11 | −7  | 3  | Bronzo    |
| 4   | Corea del Sud | 3 | 0 | 0  | 0  | 3 | 1  | 11 | −10 | 0  |           |

## Classifica finale
| Rank | Team          | G | W | OW | OL | L |
| ---- | ------------- | - | - | -- | -- | - |
| 1    | Giappone      | 3 | 3 | 0  | 0  | 0 |
| 2    | Kazakistan    | 7 | 5 | 1  | 0  | 1 |
| 3    | Cina          | 3 | 1 | 0  | 0  | 2 |
| 4    | Corea del Sud | 7 | 3 | 0  | 1  | 3 |
| 5    | Taipei cinese | 4 | 2 | 0  | 0  | 2 |
| 6    | Thailandia    | 4 | 1 | 0  | 0  | 3 |
| 7    | Hong Kong     | 4 | 0 | 0  | 0  | 4 |